# Alí Asghar Faní

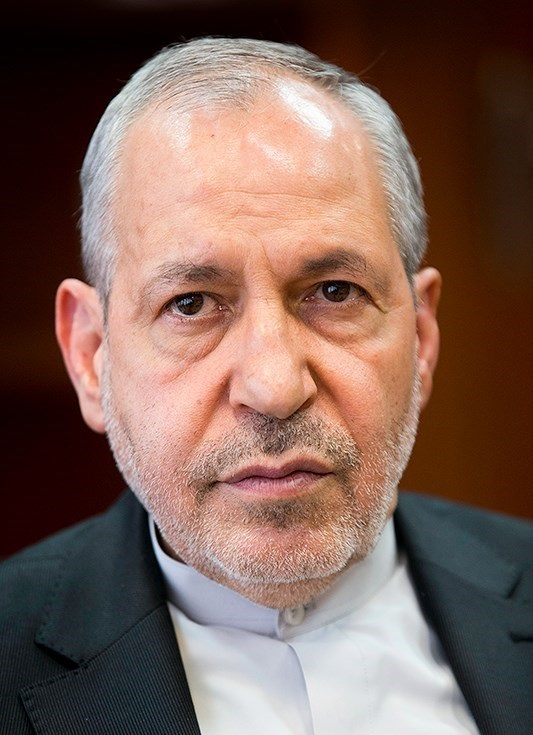

Alí Asghar Faní (n. Teherán, 1954-) es un político iraní y, desde octubre de 2013, ministro de Educación de la República Islámica de Irán. 
Licenciado en Ingeniería civil por la Universidad de Teherán, es doctor en Administración del Estado por la Universidad Tarbiat Modarrés, de cuyo profesorado forma parte. 

## Carrera administrativa
Comenzó a trabajar en el ministerio de Educación iraní en 1980, al año siguiente de la Revolución Islámica. En ese mismo año accedió a la dirección de la educación pública del distrito 16 de Teherán, área pobre del sur de la capital iraní. Al año siguiente pasó a dirigir la administración de la educación en la provincia de Kurdistán, por entonces frente de la guerra Irán-Irak. Tras desempeñar esta labor durante cuatro años, en 1985 regresó a Teherán como subsecretario de Educación y como vicedecano de la facultad de Humanidades de la Universidad de Formación del Profesorado, Tarbiat Modarrés.
En 1993, Faní es designado secretario cultural de la Fundación Mártires de la Revolución Islámica. En 1997, tras el acceso a la presidencia de Irán del reformista Mohammad Jatamí, Faní deviene secretario de planificación y fuerza humana del ministerio y cuatro años más tarde, en el segundo gobierno de Jatamí, secretario de Enseñanza media.
En otoño de 2005, tras la elección de Mahmud Ahmadineyad, dirige de manera interina durante dos meses el ministerio hasta transmitir la función al ministro Mahmud Farshidí. Desde entonces, ejerce como profesor adjunto en Tarbiat Modarrés y preside las comisiones de Enseñanza y Cultura del Consejo Superior de la Revolución Islámica hasta que en 2013, tras el rechazo por la Asamblea Consultiva Islámica de Mohammad Alí Nayafí, Hasán Rouhaní lo designa para dirigir el ministerio de Educación iraní. El parlamento iraní aprobó su designación el 27 de octubre de 2013 con 185 votos a favor, 53 contrarios y 24 abstenciones. 
En la campaña presidencial de 2009, Faní presidió el comité de campaña de personal docente a favor de la candidatura de Mir-Hosein Musaví. 